# Nelson Angelo Piquet
Nelson Angelo Tamsma Piquet Souto Maior, ismertebb nevén Nelson Piquet Junior vagy Nelsinho Piquet (Heidelberg, Nyugat-Németország, 1985. július 25. –) brazil autóversenyző. 2008 és 2009 között a Formula–1-ben, később a Formula–E-ben versenyzett és ő lett a sportág első világbajnoka. A háromszoros Formula–1-es világbajnok Nelson Piquet fia. Testvérei Pedro, Kelly és Julia, utóbbi révén Daniel Suárez sógora, aki jelenleg a NASCAR Cup Series-ben versenyzik.

## Pályafutása

### Gokart
Az ifjú Nelson 1993-ban kezdte karrierjét Brazíliában, természetesen gokarttal. Nelsinho nyolc évet töltött ebben a szériában, majd áttért a ranglétra következező fokára: a Formula-szériára.

### Alsóbb géposztályok
A következő állomás a dél-amerikai Formula–3-as bajnokság volt. Első évében (2001) csak egy fél szezont teljesített, mégis a bajnokság ötödik helyén végzett. A következő évben négy futammal a bajnokság vége előtt megnyerte a széria bajnoki címét. Két sikeres év után, Nelson karrierje a Brit Formula 3-as bajnokságban folytatódott, csakúgy, mint Ayrton Sennának, vagy édesapjának.
2003-ban, 17 évesen, saját csapattal (Piquet Sports) mutatkozott be a Brit F3-as bajnokságban. Első évében hat győzelemmel és nyolc pole pozícióval a bajnokság harmadik helyén végzett, amire felfigyelt a Williams Formula–1-es csapat, és tesztelésre hívták. 2004-ben hat győzelemmel és nyolc pole pozícióval megnyerte a bajnoki címet, ezzel a széria legfiatalabb bajnokává vált. (Az előző ilyen bajnok a szintén brazil Rubens Barrichello volt.) Így nem csoda, hogy Sir Frank Williams ismét tesztelni hívta a 18 éves autóversenyzőt.
2005-ben újabb Formula–1-es élménnyel lehetett gazdagabb Nelson, februárban ugyanis kipróbálhatta a BAR-Honda istálló versenyautóját. Ezt követően már a versenyzésre kellett koncentrálnia, ugyanis az újonnan induló GP2 sorozatban versenyzett a Piquet Sportsnál. Első évében rengeteg technikai probléma hátráltatta Nelsinhót, ám mégis tudott egy futamgyőzelmet szerezni, amit még négy további dobogós helyezés egészített ki. Az év végén a Brazil csapat pilótája volt a szintén új A1GP sorozatban. Az első állomáson, Brands Hatchben mindent megnyert, amit meg lehetett. (Ezt még négy további dobogós helyezés egészítette ki.)
2006-ban ismét a GP2-ben versenyzett, szintén a Piquet Sportsnál. Négy futamgyőzelmet szerzett, valamint több pole pozíciót, mint bárki más. Magyarországon sporttörténelmet írt, ugyanis a széria történetében sohasem fordult elő, hogy egy versenyző a hétvégén elérhető összes pontot megszerezte. Az egész éves teljesítménye alapján 12 ponttal a bajnok Lewis Hamilton mögött végzett.

### Formula–1

#### 2007
2007-ben az ING Renault Formula–1-es csapatának teszt-és tartalékpilótájaként minden versenyen jelen volt, hogy segítse a csapatot és tapasztalatokat szerezzen.

#### 2008
2008-ban egész éves versenyzési lehetőséget kapott a Renaultnál, csapattársa a kétszeres világbajnok Fernando Alonso. A szezonnyitó ausztrál nagydíjon csak az utolsó előtti helyre tudta magát kvalifikálni, a versenyen technikai hiba miatt kiesett. A maláj nagydíjon a tizenegyedik helyen ért célba. Bahreinben váltóprobléma miatt kiesett. A spanyol nagydíjon a Renault új fejlesztéseivel a 10. helyet szerezte meg az időmérő edzésen, de a futamon kiesett, miután összeütközött Sébastien Bourdais-val. Törökországban csak a csalódást keltő 17. helyet szerezte meg az időmérő edzésen, míg Alonso a 7. lett. A versenyen ezúttal célba tudott érni, a 15. helyen. A monacói nagydíjon ismét csak a 17. helyről indulhatott. Az esős versenyen jól szerepelt és a pontszerzésre is esélye volt, de amikor száraz pályára alkalmas gumikra váltott, a St. Dévote-kanyarban – ahol Räikkönen és Massa is kicsúszott a verseny során – a falnak ütközött és kiesett. A kanadai nagydíjon ígéretes helyen autózott, amikor kipördült, majd beállt a boxba.

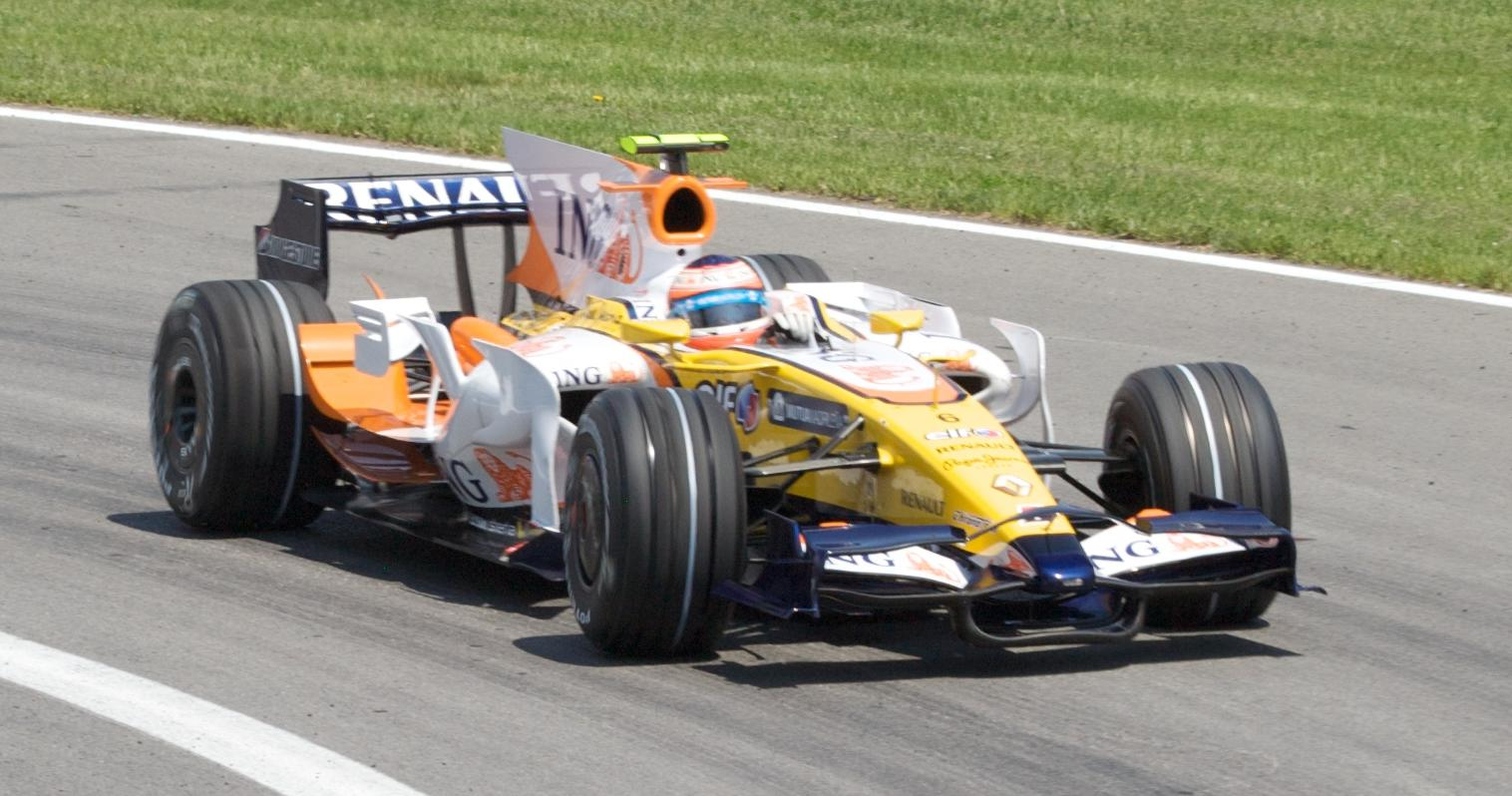
Piquet a 2008-as kanadai nagydíjon

Franciaországba, a csapat hazai versenyére új fejlesztésekkel érkezett a Renault. Piquet első komoly sikerét könyvelhette el az év során, amikor megnyerte a harmadik szabadedzést. Az időmérő edzésen bár épphogy lemaradt a harmadik szakaszról, mégis a 9. rajthely lett az övé, miután Lewis Hamilton és Heikki Kovalainen is rajtbüntetést kaptak. A futam első köreiben sikerrel tartotta maga mögött az utóbbi két versenyzőt, Kovalainen csak az első boxkiállásuk után tudta megelőzni. A versenyen végig pontszerző helyen vagy annak közelében haladt. 8. volt, amikor pár körrel a vége előtt egy lekörözés során megelőzte csapattársát, Alonsót. Piquet először szerzett pontot pályafutása során és az évben először végzett jobb helyen, mint Alonso. 7. helyéért járó két pontjával a 17. helyre jött föl a világbajnokságban. A brit nagydíjon újra nem volt szerencséje: bár a 7. helyre kvalifikálta magát, az esős versenyen a 4. helyről csúszott a sóderágyba, és ez a versenye végét jelentette.
A német nagydíj időmérőjén kiesett az első körben, de a versenyen a biztonsági autó pályára küldése előtt állt ki a boxba, így a 3. helyre jött fel. Végül a 2. helyen zárta a versenyt, ami első dobogós helyezése a Formula–1-ben. A magyar nagydíjon bejutott az utolsó szakaszba, de ott már nem tudott senkit se megelőzni. Kis szerencsének köszönhetően a 6. lett. Valenciában a 15. helyről indult, 11. helyre ért be. Alonso kiesésének révén a Renault nem szerzett pontot. A belga nagydíjtól korán búcsúzott, az olasz esőben 10. helyen végzett. Szingapúrban falnak ütközött és kiesett, ám ezzel győzelemhez segítette csapattársát: A balesete miatt beküldött biztonsági autó összekeverte a mezőnyt, a kavarodásból Alonso jött ki a legjobban és megnyerte a versenyt. Egy évvel később, miután év közben menesztették a Renault-tól, azt állította, hogy a balesetet szándékosan, Briatore-val egyeztetve tette csinálta. Japánban csak a 12. helyre kvalifikálta magát, de a futamon igazán örülhetett, hiszen Hamilton és Massa büntetésének (is) köszönhetően 8 helyet javított ezen, míg a Renault számára teljessé tette az ünneplését, mivel csapattársa Fernando nyert. Kínában az 1 pontot érő 8. helyre hozta be az autót. Brazíliában 3 ezreden múlott, hogy nem jutott be az időmérő edzés harmadik szakaszába, így a 11. helyről rajtolt. Első hazai versenyén rögtön az első körben kicsúszott a vizes pályáról a Senna-S kanyarban és kiesett.
A 2008-as évet a 12. helyen zárta, 19 ponttal. Bár a szezon során folyamatosan érték kritikák a teljesítményét, de a csapat 2009-re is lehetőség biztosít számára, hogy megmutassa mit tud.

#### 2009

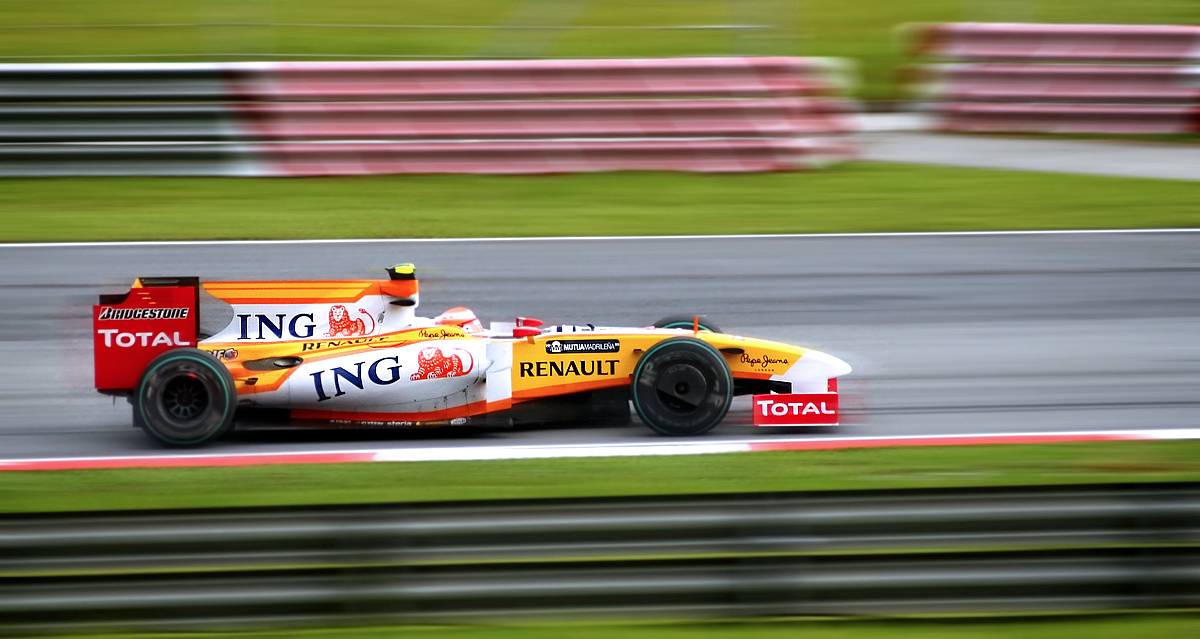
Sepangban

2009-ben Ausztráliában és Malajziában sem sikerült az időmérő edzés második etapjába jutnia. Melbourne-ben a versenyen egy rajt utáni kisebb incidens miatt pontszerző helyre keveredett, ám az első biztonsági autós szakasz utáni repülőrajtnál tönkrementek a fékjei és a kavicságyban végezte a futamot. Az eső miatt félbeszakadt maláj nagydíjon a 13. helyen végzett. Bahreinben bejutott az időmérő második szakaszába, de ott az utolsó helyen végzett, így a 15. helyről várhatta a startot másnap. A futamon végül 10. lett.
Aztán következtek az európai futamok több-kevesebb sikerrel. Spanyolországban hiába indulhatott a (számára már előkelőnek mondható) 12. helyről, ugyanebben a pozícióban fejezte be a futamot. Monacóban szintén a 12. helyről indulhatott, de 10 kör megtétele után, ütközött Sébastien Buemivel, és feladni kényszerült a versenyt. A török nagydíjon a 17. helyről indulhatott, és a versenyt egy hellyel előbbre lépve a 16. helyen végzett 1 kör hátrányban. Következett a brit nagydíj, ahol bejutott az időmérő edzés második etapjába, de csak a 14. helyen végzett. A futam sem volt sokkal kellemesebb számára, hiszen a 12. helyen végzett, de legalább megverte a 14. helyen végző csapattársát Fernando Alonsót. 2009-es Formula–1-es idény során először győzte le az időmérőn a csapattársát. Erre pedig a német nagydíjig kellett várni. Tehát a 10. helyről, pontszerzési reményekkel vághatott neki a futamnak, ám csak a 13. helyen ért célba. E futam után lehetett egyre erősebben hallani azokat a pletykákat, miszerint Piquet-t kirúgják a Renaultól. Ez be is igazolódott, a magyar nagydíjon még részt vett, de az európai nagydíjon már a harmadik számú pilóta, a francia Romain Grosjean ült be a helyére.

### NASCAR
2010-től 2013-ig, majd 2014-ben és 2016-ban különböző NASCAR sorozatokban vett részt, többek között a Sprint Cup Series-ben, az Xfinity Series-ben, és a Camping World Truck Series-ben, de indult a K&N Pro Series East-ben és az ARCA Racing Series-ben is. Minden bajnokságot figyelembe véve, összesen 4 győzelmet aratott.

## Eredményei

### Teljes A1 Grand Prix eredménysorozata
(Táblázat értelmezése)

(Félkövér: pole-pozícióból indult; dőlt: leggyorsabb kört futott) 

| Év      | Csapat   | 1         | 2         | 3         | 4          | 5         | 6         | 7         | 8         | 9         | 10         | 11         | 12         | 13         | 14        | 15      | 16      | 17      | 18      | 19      | 20      | 21      | 22      | Helyezés | Pont |
| ------- | -------- | --------- | --------- | --------- | ---------- | --------- | --------- | --------- | --------- | --------- | ---------- | ---------- | ---------- | ---------- | --------- | ------- | ------- | ------- | ------- | ------- | ------- | ------- | ------- | -------- | ---- |
| 2005–06 | Brazília | GBR SPR 1 | GBR FEA 1 | GER SPR 3 | GER FEA Ki | POR SPR 2 | POR FEA 8 | AUS SPR 3 | AUS FEA 9 | MAL SPR 4 | MAL FEA 10 | UAE SPR Ki | UAE FEA Ki | RSA SPR Ki | RSA FEA 9 | IDN SPR | IDN FEA | MEX SPR | MEX FEA | USA SPR | USA FEA | CHN SPR | CHN FEA | 6.       | 71   |

### Teljes GP2-es eredménysorozata
(Táblázat értelmezése)

(Félkövér: pole-pozícióból indult; dőlt: leggyorsabb kört futott) 

| Év   | Csapat               | 1          | 2         | 3         | 4         | 5          | 6          | 7         | 8          | 9           | 10         | 11         | 12        | 13        | 14         | 15         | 16        | 17        | 18        | 19         | 20        | 21         | 22         | 23         | Helyezés | Pont |
| ---- | -------------------- | ---------- | --------- | --------- | --------- | ---------- | ---------- | --------- | ---------- | ----------- | ---------- | ---------- | --------- | --------- | ---------- | ---------- | --------- | --------- | --------- | ---------- | --------- | ---------- | ---------- | ---------- | -------- | ---- |
| 2005 | Hitech/Piquet Racing | IMO FEA 14 | IMO SPR 6 | CAT FEA 5 | CAT SPR 2 | MON FEA 11 | NÜR FEA 5  | NÜR SPR 3 | MAG FEA Ki | MAG SPR Kiz | SIL FEA Ki | SIL SPR Ki | HOC FEA 3 | HOC SPR 8 | HUN FEA Ki | HUN SPR 10 | IST FEA 4 | IST SPR 6 | MNZ FEA 3 | MNZ SPR Ki | SPA FEA 1 | SPA SPR 14 | BHR FEA Ki | BHR SPR 15 | 8.       | 46   |
| 2006 | Piquet Sports        | VAL FEA 1  | VAL SPR 4 | IMO FEA 5 | IMO SPR 2 | NÜR FEA Ki | NÜR SPR 19 | CAT FEA 4 | CAT SPR 2  | MON FEA Ki  | SIL FEA 4  | SIL SPR 5  | MAG FEA 4 | MAG SPR 2 | HOC FEA 13 | HOC SPR Ni | HUN FEA 1 | HUN SPR 1 | IST FEA 1 | IST SPR 5  | MNZ FEA 2 | MNZ SPR 6  |            |            | 2.       | 102  |

### Teljes Formula–1-es eredménysorozata
(Táblázat értelmezése)

(Félkövér: pole-pozícióból indult; dőlt: leggyorsabb kört futott) 

| Év   | Csapat  | 1      | 2      | 3      | 4      | 5      | 6      | 7      | 8      | 9      | 10     | 11    | 12     | 13     | 14     | 15     | 16    | 17    | 18     | Helyezés | Pont |
| ---- | ------- | ------ | ------ | ------ | ------ | ------ | ------ | ------ | ------ | ------ | ------ | ----- | ------ | ------ | ------ | ------ | ----- | ----- | ------ | -------- | ---- |
| 2008 | Renault | AUS Ki | MAL 11 | BHR Ki | ESP Ki | TUR 15 | MON Ki | CAN Ki | FRA 7  | GBR Ki | GER 2  | HUN 6 | EUR 11 | BEL Ki | ITA 10 | SIN Ki | JPN 4 | CHN 8 | BRA Ki | 12.      | 19   |
| 2009 | Renault | AUS Ki | MAL 13 | CHN 16 | BHR 10 | ESP 12 | MON Ki | TUR 16 | GBR 12 | GER 13 | HUN 12 | EUR   | BEL    | ITA    | SIN    | JPN    | BRA   | UAE   |        | 21.      | 0    |

### Teljes Formula–E eredménylistája
(Táblázat értelmezése)

(Félkövér: pole-pozícióból indult; dőlt: leggyorsabb kört futott) 

| Év      | Csapat                  | 1       | 2      | 3       | 4      | 5      | 6      | 7      | 8      | 9      | 10      | 11     | 12     | 13  | Helyezés | Pont |
| ------- | ----------------------- | ------- | ------ | ------- | ------ | ------ | ------ | ------ | ------ | ------ | ------- | ------ | ------ | --- | -------- | ---- |
| 2014–15 | China Racing            | BEI 8   | PUT Ki | PDE 2   | BUE 3  | MIA 5  | LBH 1^ | MON 3^ | BER 4^ | MOS 1^ | LON 5^  | LON 7^ |        |     | 1.       | 144  |
| 2015–16 | NEXTEV TCR              | BEI 15† | PUT 8  | PDE 15† | BUE 12 | MEX 13 | LBH Ki | PAR Ki | BER 13 | LON 12 | LON 9   |        |        |     | 15.      | 8    |
| 2016–17 | NEXTEV NIO              | HKG 11  | MAR 16 | BUE 5   | MEX 9  | MON 4  | PAR 7  | BER 12 | BER 12 | NYC 11 | NYC 16† | MNT 13 | MNT 16 |     | 11.      | 33   |
| 2017–18 | Panasonic Jaguar Racing | HKG 4   | HKG 12 | MAR 4   | SAN 6  | MEX 4  | PDE Ki | ROM Ki | PAR Ki | BER 12 | ZUR Ki  | NYC Ki | NYC 7  |     | 9.       | 51   |
| 2018–19 | Panasonic Jaguar Racing | ADR 10  | MAR 14 | SAN 12  | MEX Ki | HKG Ki | SNY Ki | ROM    | PAR    | MON    | BER     | BRN    | NYC    | NYC | 22.      | 1    |

† A versenyt nem fejezte be, de helyezését értékelték, mert a versenytáv több, mint 90%-át teljesítette.
^ FanBoost

### Teljes Blancpain GT eredménylistája
| Év   | Csapat                       | Osztály | 1         | 2         | 3      | 4      | 5         | 6        | 7      | 8      | 9         | 10        | 11        | 12        | 13     | 14     | Helyezés | Pont |
| ---- | ---------------------------- | ------- | --------- | --------- | ------ | ------ | --------- | -------- | ------ | ------ | --------- | --------- | --------- | --------- | ------ | ------ | -------- | ---- |
| 2014 | BMW Sport Trophy Team Brasil | Pro     | NOG QR 18 | NOG CR 15 | BRH QR | BRH CR | ZAN QR 12 | ZAN CR 8 | SVK QR | SVK CR | ALG QR 10 | ALG CR 16 | ZOL QR 22 | ZOL CR Ki | BAK QR | BAK CR | 37.      | 4    |

### Teljes Stock Car Brasil eredménysorozata
(Táblázat értelmezése)

(Félkövér: pole-pozícióból indult; dőlt: leggyorsabb kört futott) 

| Év   | Csapat             | 1        | 2        | 3        | 4        | 5        | 6        | 7        | 8        | 9       | 10        | 11       | 12      | 13       | 14       | 15       | 16       | 17       | 18       | 19      | 20      | 21       | Helyezés | Pont |
| ---- | ------------------ | -------- | -------- | -------- | -------- | -------- | -------- | -------- | -------- | ------- | --------- | -------- | ------- | -------- | -------- | -------- | -------- | -------- | -------- | ------- | ------- | -------- | -------- | ---- |
| 2014 | Mobil Super Racing | INT 1 6  | SCZ 1    | SCZ 2    | BRA 1    | BRA 2    | GOI 1    | GOI 2    | GOI 1    | CAS 1   | CAS 2     | CUR 1    | CUR 2   | VEL 1    | VEL 2    | SCZ 1    | SCZ 2    | TAR 1    | TAR 2    | SAL 1   | SAL 2   | CUR 1    | HN‡      | 0‡   |
| 2015 | AMG Motorsport     | GOI 1 28 | RBP 1    | RBP 2    | VEL 1    | VEL 2    | CUR 1    | CUR 2    | SCZ 1    | SCZ 2   | CUR 1     | CUR 2    | GOI 1   | CAS 1    | CAS 2    | BRA 2    | BRA 2    | CUR 1    | CUR 2    | TAR 1   | TAR 2   | INT 1    | HN‡      | 0‡   |
| 2016 | Shell Racing       | CUR 1 6  | VEL 1    | VEL 2    | GOI 1    | GOI 2    | SCZ 1    | SCZ 2    | TAR 1    | TAR 2   | CAS 1     | CAS 2    | INT 1   | LON 1    | LON 2    | CUR 1    | CUR 2    | GOI 1    | GOI 2    | CDC 1   | CDC 2   | INT 1    | HN‡      | 0‡   |
| 2018 | Full Time Bassani  | INT 1 Ki | CUR 1 15 | CUR 2 18 | VEL 1 19 | VEL 2 Ki | LON 1 19 | LON 2 16 | SCZ 1    | SCZ 2   | GOI 1 Kiz | MOU 1 Ki | MOU 2 3 | CAS 1 18 | CAS 2 Ki | VCA 1 7  | VCA 2 8  | TAR 1 17 | TAR 2 Ki | GOI 1 6 | GOI 2 2 | INT 1 20 | 15.      | 65   |
| 2019 | Full Time Sports   | VEL 1 7  | VCA 1 20 | VCA 2 Ki | GOI 1 21 | GOI 2 10 | LON 1 6  | LON 2 7  | SCZ 1 16 | SCZ 2 3 | MOU 1 18  | MOU 2 18 | INT 1 6 | CUR 1 17 | CUR 2 12 | CAS 1 11 | CAS 2 17 | TAR 1 23 | TAR 2 17 | GOI 1 7 | GOI 2   | INT 1 Ki | 13.      | 163  |

* A szezon jelenleg is zajlik.
‡ Mivel Piquet vendégpilóta volt, ezért nem részesült pontokban.

### Teljes Indy Lights eredménysorozata
| Év   | Csapat            | 1   | 2   | 3   | 4   | 5   | 6   | 7   | 8    | 9     | 10    | 11  | 12  | 13  | 14  | 15  | 16  | Helyezés | Pont |
| ---- | ----------------- | --- | --- | --- | --- | --- | --- | --- | ---- | ----- | ----- | --- | --- | --- | --- | --- | --- | -------- | ---- |
| 2015 | Carlin Motorsport | STP | STP | LBH | ALA | ALA | IMS | IMS | INDY | TOR 7 | TOR 8 | MIL | IOW | MDO | MDO | LAG | LAG | 15.      | 28   |

### Le Mans-i 24 órás autóverseny
| Év   | Csapat                         | Csapattárs                             | Autó                | Kategória | Kör | Összetett Helyezés | Kategória Helyezés |
| ---- | ------------------------------ | -------------------------------------- | ------------------- | --------- | --- | ------------------ | ------------------ |
| 2006 | Russian Age Racing Team Modena | Antonio García David Brabham           | Aston Martin DBR9   | GT1       | 343 | 9.                 | 4.                 |
| 2016 | Rebellion Racing               | Nick Heidfeld Nicolas Prost            | Rebellion R-One-AER | LMP1      | 330 | 29.                | 6.                 |
| 2017 | Vaillante Rebellion            | Mathias Beche David Heinemeier Hansson | Oreca 07-Gibson     | LMP2      | 364 | Kiz                | Kiz                |

### Teljes FIA World Endurance Championship eredménysorozata
(Táblázat értelmezése)

(Félkövér: pole-pozícióból indult; dőlt: leggyorsabb kört futott) 

| Év   | Csapat              | Osztály | Kasztni         | Motor                  | 1     | 2     | 3       | 4   | 5     | 6     | 7       | 8     | 9     | Helyezés | Pont |
| ---- | ------------------- | ------- | --------------- | ---------------------- | ----- | ----- | ------- | --- | ----- | ----- | ------- | ----- | ----- | -------- | ---- |
| 2016 | Rebellion Racing    | LMP1    | Rebellion R-One | AER P60 2.4 L Turbo V6 | SIL 4 | SPA 4 | LMS 13  | NÜR | MEX   | COA   | FUJ     | SHA   | BHR   | 15.      | 25   |
| 2017 | Vaillante Rebellion | LMP2    | Oreca 07        | GK428 4.2 L V8         | SIL 9 | SPA 4 | LMS Kiz | NÜR | MEX 5 | COA 2 | FUJ Kiz | SHA 3 | BHR 3 | 12.      | 73   |

### Teljes FIA Ralikrossz-világbajnokság eredménysorozata
(Táblázat értelmezése)

(Félkövér: pole-pozícióból indult; dőlt: leggyorsabb kört futott) 

| Év   | Csapat       | Autó              | Kategória | 1   | 2     | 3   | 4   | 5   | 6   | Helyezés | Pont |
| ---- | ------------ | ----------------- | --------- | --- | ----- | --- | --- | --- | --- | -------- | ---- |
| 2014 | Olsbergs MSE | Lites Ford Fiesta | Supercar  | POR | GBR 6 | FIN | SWE | ITA | TUR | 20.      | 18   |

### Teljes Globális Ralikrossz-bajnokság eredménylistája
| Év   | Csapat        | Autó              | Kategória | 1      | 2      | 3      | 4      | 5      | 6      | 7       | 8      | 9       | 10     | 11     | 12   | Helyezés | Pont |
| ---- | ------------- | ----------------- | --------- | ------ | ------ | ------ | ------ | ------ | ------ | ------- | ------ | ------- | ------ | ------ | ---- | -------- | ---- |
| 2013 | X Team Racing | Mitsubishi Lancer | Supercar  | BRA 11 | MUN    | MUN    | LOU 10 | BRI    | IRW    | ATL     | CHA 15 | LV 15   |        |        |      | 19.      | 17   |
| 2014 | SH Rallycross | Ford Fiesta ST    | Supercar  | BAR 4  | AUS 3  | DC 2   | NY 2   | CHA 3  | DAY 8  | LA1 12  | LA2 9  | SEA 4   | LV Ni  |        |      | 4.       | 307  |
| 2015 | SH Rallycross | Ford Fiesta ST    | Supercar  | FTA 3  | DAY1 7 | DAY2 6 | MCAS 3 | DET1 8 | DET2 9 | DC 1    | LA1 8  | LA2 Kiz | BAR1 5 | BAR2 3 | LV 6 | 4.       | 380  |
| 2016 | SH Rallycross | Ford Fiesta ST    | Supercar  | PHO1   | PHO2   | DAL    | DAY1   | DAY2   | MCAS1  | MCAS2 T | DC 7   | AC 8    | SEA 8  | LA1    | LA2  | 12.      | 63   |

### Teljes Titans-RX eredménysorozata
| Év   | Külső   | Autó        | 1       | 2       | 3      | 4       | 5    | 6    | 7    | 8    | 9    | 10   | 11   | 12   | Helyezés | Pont |
| ---- | ------- | ----------- | ------- | ------- | ------ | ------- | ---- | ---- | ---- | ---- | ---- | ---- | ---- | ---- | -------- | ---- |
| 2019 | Audi A1 | Pantera RX6 | FRA1 10 | FRA2 12 | GBR1 9 | GBR2 12 | POR1 | POR2 | AUT1 | AUT2 | HUN1 | HUN2 | GER1 | GER2 | 18.      | 22   |